# Ewelina Sętowska-Dryk
Ewelina Sętowska-Dryk, född den 5 mars 1980 i Puławy, är en polsk friidrottare som tävlar i medeldistanslöpning.
Sętowska-Dryk deltog vid VM 2005 på 800 meter men tog sig inte vidare från semifinalen. Vid inomhus-VM 2006 i Moskva slutade hon sexa på 800 meter på tiden 2.02,39. Hon deltog även vid EM 2006 då hon åter blev utslagen i semifinalen. Vid samma mästerskap ingick hon i det polska stafettlaget på 4 x 400 meter som slutade på tredje plats.
Hon deltog även vid VM 2007 men fick då se sig besegrad i semifinalen på 800 meter. 

## Personliga rekord
- 800 meter - 1.58,96